# Thamnobryum umbrosum
Thamnobryum umbrosum là một loài Rêu trong họ Neckeraceae. Loài này được (Mitt.) M. Stech et al. mô tả khoa học đầu tiên năm 2008.